# Шастин, Павел Николаевич
Павел Николаевич Шастин (10 февраля 1872, Куйтун, Иркутская губерния — 28 февраля 1953, Крым) — советский медик, заслуженный врач РСФСР. Организатор здравоохранения в Монголии.

## Биография
Сын деревенского священника Николая Шастина, П. Н. Шастин при материальной поддержке родственников окончил иркутскую гимназию и год проучился в Казанской духовной академии. Был исключен из академии по «политической неблагонадежности», за распространение среди студентов романа Н. Г. Чернышевского «Что делать?» в рукописном списке.
После исключения П. Н. Шастин уехал в Томск и поступил на медицинский факультет Томского университета. Подрабатывал уроками на старших курсах, исполнял обязанности фельдшера на строительстве Обь-Енисейского канала. Врачом приехал в 1896 году в Иркутск. В 1906—1913 годах был гласным Иркутской городской думы. Работал в Детской Ивано-Матренинской больнице, перешёл в хирургическое отделение Кузнецовской больницы и работал в ней до 1923 года.
Впервые в Иркутске Павел Николаевич делал крупные операции, он не ограничивался неотложной хирургией и травматологией, оперировал на желчных путях и на печени, делал гинекологические операции. Его ассистентом был хирург Вишневский.
П. Н. Шастин много внимания уделял общественной работе и пользовался авторитетом среди сотрудников больницы и населения. В 1917 году Кузнецовская больница заочно избрала старшего хирурга П. Н. Шастина руководителем учреждения.
В 1923 году он был командирован в Монголию налаживать здравоохранение. За два года до этого Шастин познакомился с Сухэ-Батором, который во главе монгольской делегации проезжал через Иркутск в Москву. В Иркутске он заболел. К больному пригласили П. Н. Шастина, и он сумел за несколько дней поставить его на ноги.
Открыл первую больницу и амбулаторию в Монголии, которые возглавил. В 1934 году П. Н. Шастин был награждён правительством Монголии орденом Трудового Красного знамени. Его имя внесено в книгу «Сто знатных людей МНР». В 1961 году городской больнице Улан-Батора было присвоено имя П. Н. Шастина.
В 1937 вся семья Шастиных покинула Монголию. П. Н. Шастин был командирован во всесоюзный пионерлагерь Артек, где в будущем стал главным врачом. В Артеке П. Н. Шастин проработал до 1953 года. Заслуженный врач РСФСР П. Н. Шастин умер 28 февраля 1953 года, на 81-м году жизни.

## Семья
Супруга — фельдшер Мария Игнатьевна Орловская, двое детей: Николай Шастин, медик, также работавший в Монголии, и Нина Шастина, крупный монголовед. Также было ещё двое детей, Леонид и Константин. Врачебная династия Шастиных продолжается до сих пор, младший Павел Николаевич Шастин — врач, детский хирург.